# MOVILH
MOVILH ou Mouvement d'intégration et de libération homosexuelle (en espagnol : Movimiento de Integración y Liberación Homosexual) est une organisation chilienne de défense des droits de l'homme qui se concentre sur les droits et libertés civils des citoyens lesbiennes, gays, bisexuels et transgenres.

## Histoire
La date de fondation de l'organisation est controversée, puisqu'elle est indiquée comme telle le 28 juin 1991, toutefois, cela correspond à la création du Mouvement de libération homosexuelle (Movimiento de Liberación Homosexual), qui utilise également l'acronyme Movilh.  
L'entité fusionne en 1997 avec d'autres organisations pour créer le Mouvement unifié des minorités sexuelles (Movimiento Unificado de Minorías Sexuales ou MUMS), officiellement constitué le 28 juin 1998. 
Fin 1999, un groupe dissident dirigé par Rolando Jiménez, qui avait été exclu du premier MOVILH en 1995, créé le Mouvement d'intégration et de libération des homosexuels, qui adopte le sigle MOVILH,,.

## Engagements
Le mouvement a notamment mené une campagne en faveur de l'abrogation de la sodomie de la liste des actes punissables en vertu de l'article 365 du code pénal en 1999. Elle persuade la justice chilienne de rouvrir l'affaire de l'incendie de la discothèque Divine à Valparaíso en 1993, qui a conduit à la mort de dix-huit clients,. 
L'affaire est cependant classée en 2010, le propriétaire de la discothèque, Nelson Arellano, mentionné comme le seul responsable de l'incendie et des décès pour cause d'homophobie des clients présents, n'a pas été poursuivi. Cependant, le travail de l'organisation pour attirer l'attention sur cette affaire et d'autres cas similaires, a fait pression sur le gouvernement chilien pour qu'il adopte une loi anti-discrimination,.